# Jean-Henri-Nicolas Bouillet
Jean-Henri-Nicolas Bouillet (* Dezember 1729 in Béziers; † 22. Januar 1790 ebenda) war ein französischer Arzt, Enzyklopädist und Bürgermeister von Béziers.

## Leben und Wirken
Er ist der erste Sohn eines Arztes aus Béziers des Jean Bouillet jun. (1690–1777) und dessen Ehefrau Catherine Marsals (* 1700). Jean-Henri-Nicolas hatte noch einen jüngeren Bruder den Michel Jean Louis Bouillet (* 1732) und zwei ältere Schwestern, die Catherine Jacquette (* 1723) und die Gabrielle Bouillet (um 1727–1789).
Seit 1759 war er Mitglied der Académie des sciences.

## Werke (Auswahl)
- Mémoire sur les pleuro-péripneumonies épidémiques de Béziers. zu lesen in den berichten der öffentlichen Sitzung der Académie des sciences et belles-lettres de Bésiers vom 26. Oktober 1758
- Observations sur l'anasarque, les hydropisies de poitrine, du péricarde, etc., avec des réflexions sur ces maladies in der Google-Buchsuche, Béziers, François Barbut, 1765 (mit seinem Vater)
- Mémoire sur l’hydropisie de poitrine et sur les hydropisies du péricarde, du médiastin et de la plèvre. Béziers, 1788